# ジョージ2世の戴冠式アンセム
『ジョージ2世の戴冠式アンセム』（ジョージにせいのためのたいかんしきアンセム、英：Coronation Anthems）は、ドイツ出身でイギリスに帰化した音楽家ゲオルク・フリードリヒ・ヘンデル（ジョージ・フレデリック・ハンデル）が、1727年にイギリス王ジョージ2世の戴冠式のために作曲した戴冠式アンセムである。4曲からなり、第1曲目の『司祭ザドク』は、歴代国王の戴冠式にも演奏される。

## 構成
『ジョージ2世の戴冠式アンセム』は1727年にロンドンのウエストミンスター寺院で挙行された、ジョージ2世の戴冠式のために作曲された。以下の4曲からなる。
1. 『司祭ザドク』HWV 258
2. 『汝の御手は強くあれ』HWV 259
3. 『主よ、王はあなたの力に喜びたり』HWV 260
4. 『わが心は麗しい言葉にあふれ』HWV 261

戴冠式のために作曲されたため、作品番号順に演奏されることは少ない。また、その後の歴代の王の戴冠式でも演奏され、4曲全てが奏されることは少ないが、『司祭ザドク』はイギリスの戴冠式では必ず演奏される。

### 『司祭ザドク』
『ジョージ2世の戴冠式アンセム』の4曲のなかで、現在も演奏の機会が多いのが『司祭ザドク』である。戴冠式とは関係なく単独で演奏されることも多い。司祭ザドクとは『旧約聖書』『列王記』に登場する人物で、ソロモン王に香油を注いだ人物とされる。分散和音を駆使した合唱曲であり、荘厳な雰囲気と昂揚感をもつ。歌詞に使用されている旧約聖書の列王記I、ナタンとザドクがソロモン王を聖別したくだりは、973年にバス修道院でエドガー平和王が戴冠したときに使用されたと記録にある。ヘンリー・ローズがチャールズ2世の戴冠式のために作曲したアンセムにも使用例がある。
2023年5月6日に挙行されたチャールズ3世の戴冠式では「塗油の儀式」において演奏された。

#### 『司祭ザドク』編成
- 合唱：SS-AA-T-BB
- オーケストラ：オーボエ2、バスーン2、トランペット3、ティンパニ、弦五部、通奏低音

#### 『司祭ザドク』歌詞
列王記Ⅰ 1:38–40より
Zadok the Priest, and Nathan the Prophet anointed Solomon King.
And all the people rejoic'd, and said:
God save the King! Long live the King!
May the King live for ever,
Amen, Allelujah.
司祭ザドクと預言者ナタンはソロモン王を聖別せり。
諸人すべてこれを祝賀して曰く、
神よ王を護り給へ！王に長寿あれ！
王の末永からむことを、
アーメン、アレルヤ。
ヨーロッパサッカー連盟主催・UEFAチャンピオンズリーグのテーマ曲である『UEFAチャンピオンズリーグ・アンセム』は、トニー・ブリテンによる、トランペットのファンファーレなどを加えた本曲のアレンジ版である。試合前の選手入場と試合後の選手退場の際には、ロイヤル・フィルハーモニー管弦楽団、セイント・マーチン・アカデミー合唱団による録音が流される。このため、本曲はイギリスのみならずヨーロッパではよく知られた作品になっている。
- 2023年のチャールズ3世の戴冠式での塗油の儀式と『司祭ザドク』の演奏Gentle Steps Media

## 初演の式次第
ジョージ2世の戴冠式では、式次第の関係で、他の作曲家の『戴冠式アンセム』とともに演奏された。また、演奏順序は作品番号と一致していない。音楽を指揮したのはヘンデルである。
1. 前置き
  - ウエストミンスター寺院の鐘を鳴らす。
  - トランペットによるファンファーレ
  - 太鼓隊の行進
  - ヴィヴァント
  - 再びトランペットによるファンファーレ。
  - 『おお主よ、偉大なる王が末永くあらんと』（ウィリアム・チャイルド作曲）演奏
2. 参列者行列
  - ヘンデルによる器楽合奏
3. ジョージ2世のお出まし
  - 『かれらのいいたる時、我は喜ぶ』z. 19（ヘンリー・パーセル作曲）演奏
4. ジョージ2世の承認
  - 『神は王ジョージを守り給う』演奏。
  - ファンファーレ
  - 『汝の御手は強くあれ』演奏
5. 連祷
  - 『おお、神よ、天国の父よ』（トマス・タリス作曲）演奏
6. 聖別
  - 『来たれ聖霊よ』（ジョン・ファーマー作曲）
  - 『司祭ザドク』演奏
7. 王位の叙任
  - ファンファーレ
  - 『神よ、我等が楯とする人を御覧になり』（ジョン・ブロウ作曲）演奏
8. 戴冠
  - ファンファーレ
  - 『神は王を守りたまう』演奏
  - 『主よ、王はあなたの力によって喜び』演奏
9. テ・デウム
  - 『テ・デウム』（オーランド・ギボンズ作曲『第2サーヴィス』より）
10. 即位式
  - ファンファーレ
11. 忠誠の誓い
  - 『神は幻によって語る』（ジョン・ブロウ作曲）演奏
  - 太鼓
  - トランペット・ファンファーレ
  - 『神は王ジョージを守りたまう』演奏
12. 王妃の戴冠
  - 『わが心は麗しい言葉にあふれ』演奏
13. 退場
  - ファンファーレ
  - 『行進曲』（ヘンデル作曲）演奏
  - ファンファーレ
  - 太鼓隊の行進
  - ロンドン中の鐘を鳴らす